# Điêu khắc đá
Nghề điêu khắc đá và những người làm nó gọi là thợ điêu khắc đá, đây là nghề đã tồn tại từ buổi bình minh của nền văn minh nhân loại từ tạo ra các công cụ đá đến xây nhà, các kiến trúc lớn, cũng như nghệ thuật điêu khắc từ các viên đá lấy từ đất. Vật liệu này đã được sử dụng để xây dựng rất nhiều các lâu dài, các di tích cổ, cổ vật, đền thờ, và các thành phố trong nhiều nền văn hóa. Các công trình nổi tiếng đã được các thợ điêu khắc tạo ra như Taj Mahal, bức tường đá vĩ đại bao quanh thành phố Cusco, vạn lý trường thành, kim tự tháp, đền Angkor Wat, khu đền thờ Tenochtitlan, khu đền Persepolis, đền Parthenon hay Stonehenge...

## Lịch sử

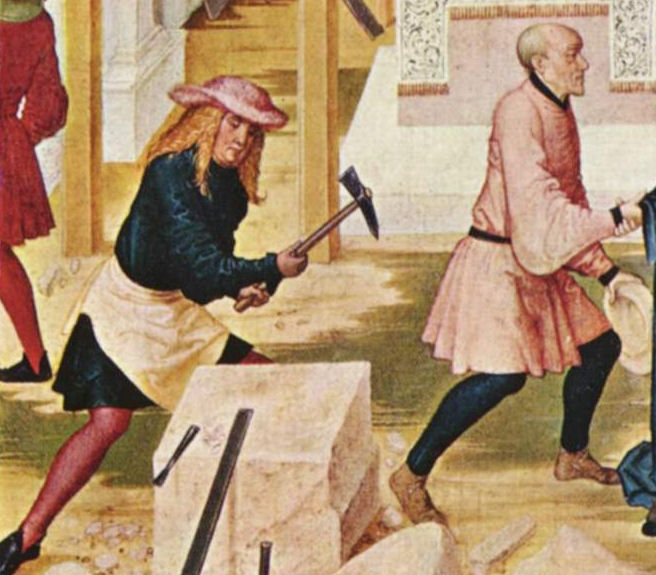
Một bức vẽ các thợ đá.

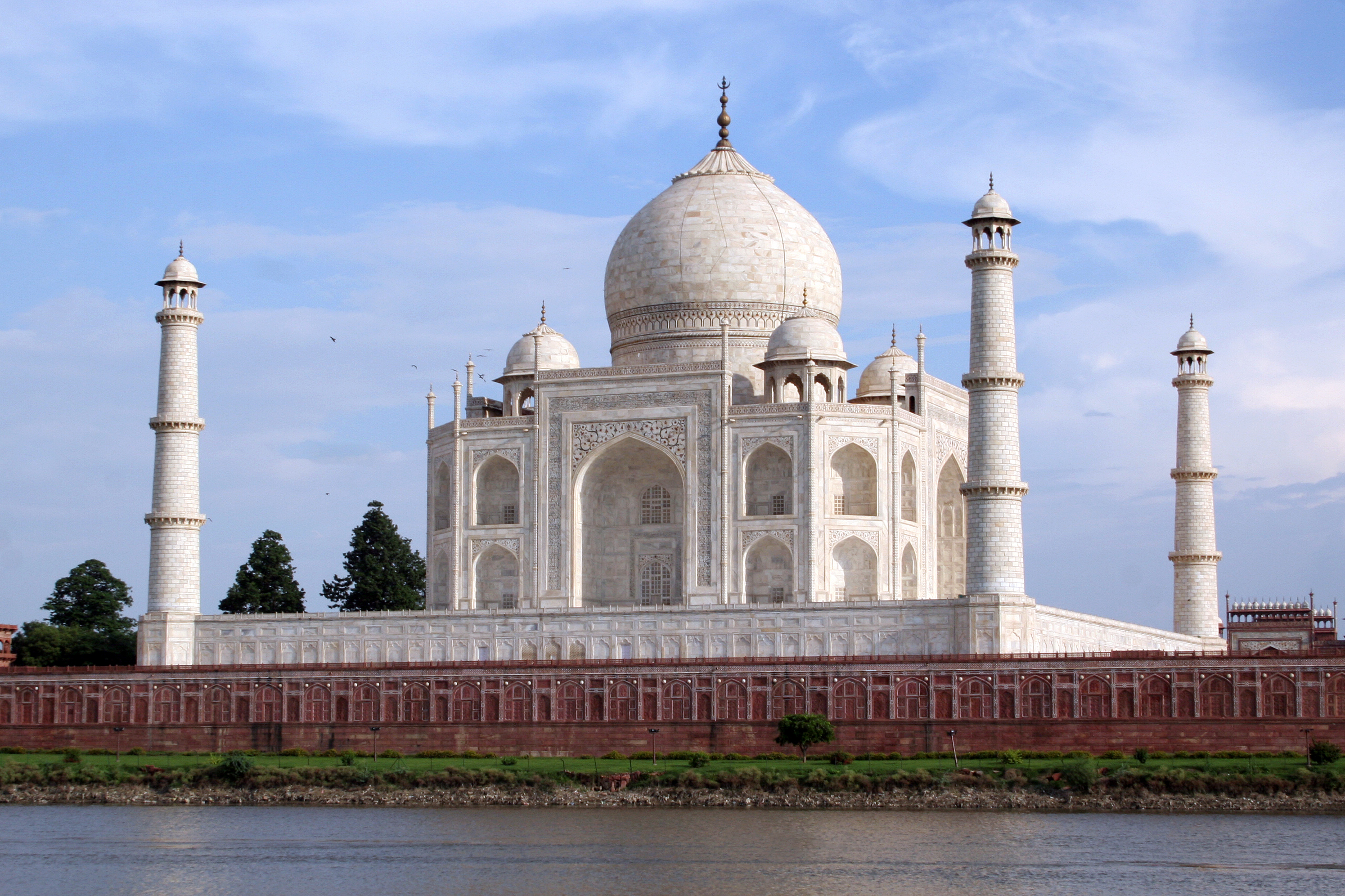
Đền Taj Mahal một trong bảy kỳ quan của thế giới.

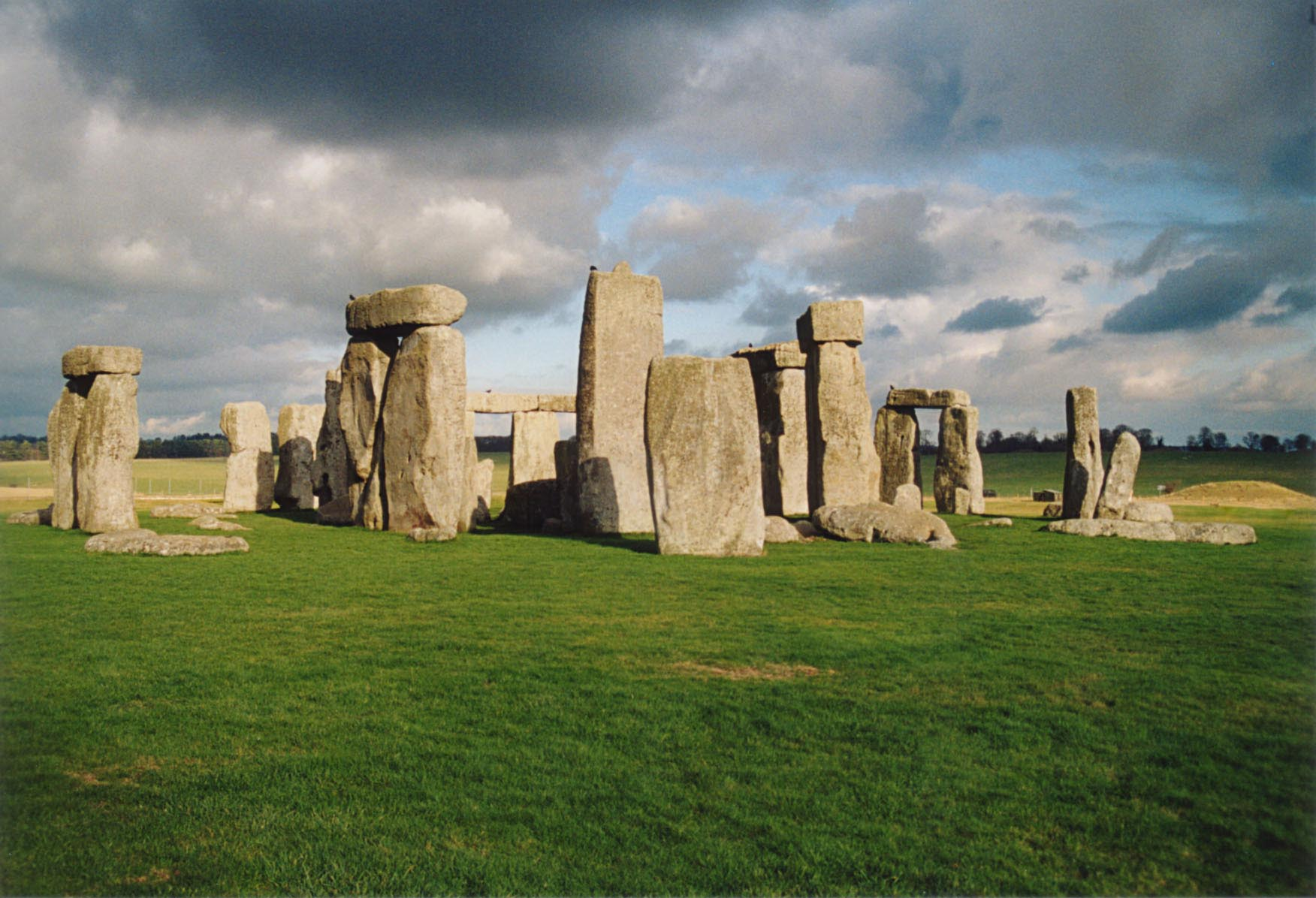
Stonehenge được xây từ thời đồ đá mới.

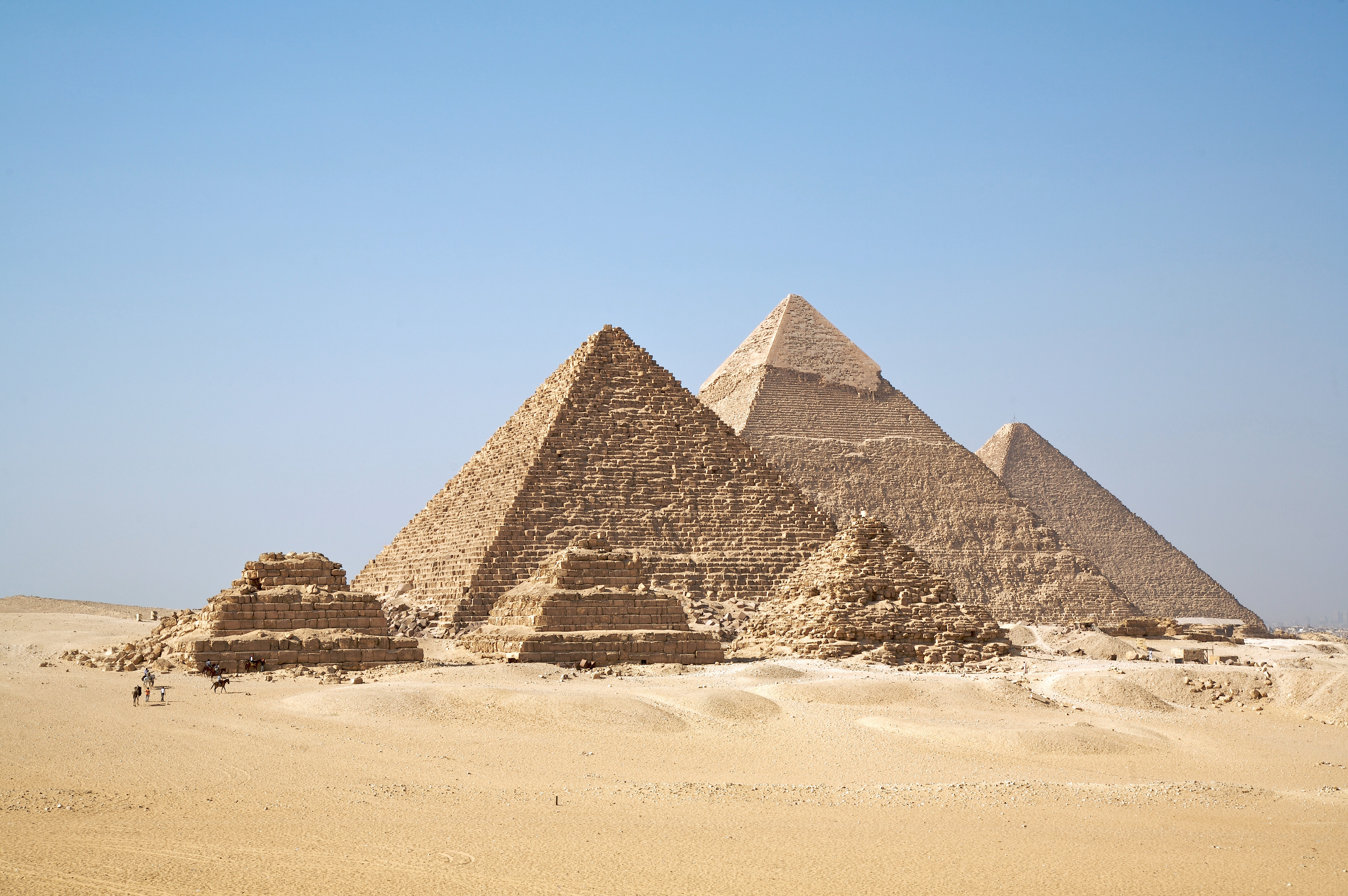
Kim tự tháp Ai Cập.

Đây là một trong những nghề xuất hiện đầu tiên trong lịch sử nhân loại. Trong thời kỳ đồ đá cùng với việc thuần dưỡng động vật con người đã sử dụng lửa để tạo ra vôi, thạch cao, và súng cối bắn đá. Họ bắt đầu tạo các công cũ bằng đá và xây dựng các ngôi nhà được trang trí cho mình với việc sử dụng bùn đất, rơm, hoặc đá và nghề điêu khắc đá đã ra đời.
Các dân tộc xưa đã tự tin giao cho các thợ điêu khắc xây dựng các công trình ấn tượng và trường tồn theo thời gian để đánh dấu cho nền văn minh của mình. Người Ai Cập đã xây dựng các kim tự tháp, người Ấn Độ với các lâu đài có họa tiết tinh vi, người Hy Lạp cổ đại với các đền thờ hay người La Mã với các công trình bằng đá lớn phục vụ cho dân chúng, người hồi giáo với các đền thờ lớn và chạm khắc tinh vi...
Xây dựng các lâu đài nguy nga và các pháo đài chắc chắn là một trong những mục tiêu và nguồn thu quan trọng của nghề điêu khắc đá thời trung cổ. Khi đế quốc Tây La Mã sụp đổ thì nhu cầu các công trình đá xây dựng muốn có sự trang trí tỉ mỉ đã bị sụt giảm tại Tây Âu và dẫn đến sự gia tăng của nghề điêu khắc mộc. Nghề điêu khắc đá được bắt đầu hồi sinh từ thế kỷ 9 và 10 ở châu Âu và thế kỷ 12 thiên chúa giáo tại châu Âu muốn gây ấn tượng đã xây hàng ngàn nhà thờ thật ấn tượng trên khắp châu Âu. Tại châu Á với sự phát triển của phật giáo cũng đã có rất nhiều đền chùa được xây dựng và chạm trổ tinh vi.
Vào thời kỳ Trung cổ các thợ đá có tay nghề cao rất được trọng dụng và như thế thứ bậc của các thợ đá đã được chia ra làm ba là học việc, lành nghề và bậc thầy. Người học nghề sẽ thực hiện giao kèo với thầy của họ về giá đào tạo, các thợ lành nghề sẽ giúp thầy của mình trong các công việc và thợ bậc thầy có thể đi bất cứ đâu và tham gia vào các dự án có người đầu tư. Trong thời kỳ phục hưng những người trong hội điêu khắc đá không phải thợ điêu khắc, sau đó hội này đã nhập vào Hội Tam Điểm, những người hội này cố gắng phát huy các giá trị truyền thống của nghề điêu khắc đá và không tham gia nhiều các công trình hiện đại.
Các thợ điêu khắc đá thường dục biểu tượng riêng của mình vào tác phẩm mà mình tạo ra để có thể phân biệt với tác phẩm của các nghệ nhân khác. Điều này giống như đánh ký hiệu "Đảm bảo chất lượng" của các nghệ nhân tránh hàng nhái.
Thời kỳ phục hưng đã chứng kiến sự trở lại của nghề điêu khắc đá với sự tinh tế của phong cách cổ điển. Sự nổi lên của triết lý nhân văn đã cho mọi người có tham vọng để tạo ra các công trình nghệ thuật tuyệt diệu. Ý là minh chứng cho sự trỗi dậy này trong thời kỳ phục hưng, đây là nơi mà các thành phố như Florence tạo ra các kết cấu lớn như nhà thờ Santa Maria del Fiore, đài phun nước thần Neptune và thư viện Laurentian đã được thực hiện bởi Michelangelo Buonarroti một thợ điêu khắc nổi tiếng trong thời phục hưng.
Khi người châu Âu định cư ở Mỹ, họ mang đã những kỹ thuật điêu khắc đá của quê hương mình đi với họ. Người định cư đã sử dụng những vật liệu đá có sẵn xung quanh trong một số khu vực đá đã được lựa chọn làm vật liệu. Trong những đợt xây dựng đầu tiên các kiến trúc phỏng theo châu Âu nhưng sau này đã tự hình thành các công trình độc đáo riêng.
Trong thế kỷ 20 nghề điêu khắc đá đã thấy thay đổi của nó mạnh mẽ nhất nhất trong cách thức làm việc. Vào nửa đầu thế kỷ này các công việc nặng vẫn được thực hiện bởi sức người hay sức của động vật dựa trên các bản thảo. Thì với sự xuất hiện của máy tính và máy móc nhiều khía cạnh khó khăn trong nghề đã được giải quyết công việc cũng được thực hiện đơn giản và dễ dàng hơn. Cần cẩu và xe nâng đã thực hiện việc di chuyển và đặt viên đá nặng tương đối dễ dàng cho các thợ đá làm việc. Máy trộn vữa đã tiết kiệm được nhiều thời gian và sức lực. Các máy đục bằng khí nén đã giúp các thợ đá tiết kiệm thời gian và công sức thực hiện với công cụ búa và đục cũ. Cưa máy và máy mài chạy bằng xăng nhanh và chính xác hơn việc phải làm bằng tay...

## Các loại đá sử dụng
Thợ điêu khắc đá sử dụng rất nhiều loại đá khác nhau như: Đá mácma, đá biến chất và đá trầm tích, một số khác sử dụng đá nhân tạo.
Đá mácma
Đá hoa cương là một trong những loại đá cứng nhất cần rất nhiều kỹ năng khác nhau để có thể thao tác với nó, chạm khắc trên đá hoa cương có thể gần như được xem là một nghề riêng biệt. Với sự kiên trì cao một hình dáng đơn giản có thể được chạm vào đá hoa cương và từ đó tùy thuộc vào kỹ năng của thợ đá sẽ cho ra các tác phẩm có độ chi tiết khác nhau. Tuy nhiên cần nhiều kỹ năng nhưng vì độ bền của nó mà mó được dùng trong nhiều mục đích khác nhau như đá lát đường, đá lót sàn, đê chắn sóng và nhiều thứ muốn có độ bền cao khác.
Tuy nhiên đá mácma cũng có nhiều loại rất mềm như đá bọt và xỉ núi lửa rất dễ chạm khắc hay một số cứng hơn như đá vỏ chai hay đá bazan thì cần nhiều kỹ năng hơn để chạm khắc.
Đá biến chất
Đá cẩm thạch là loại nguyên liệu truyền thống củ nghề điêu khắc đá, nó được sử dụng và khai thác rất nhiều đặc biệt là đá cẫm thạch trắng.
Đá phiến cũng là một loại đá được sử dụng rất phổ biến đặc biệt khi xây các tượng đài hay đài tưởng niệm vì nó khá dễ khắc chữ. Và cấu trúc từng lớp mỏng của nó làm nó trở thành vật liệu lợp mái phổ biến.
Đá trầm tích
Có rất nhiều cấu trúc nổi tiếng thế giới đã được xây dựng bằng đá trầm tích. Có hai loại chính của đá trầm tích được sử dụng trong công việc xây đựng là đá vôi và sa thạch.
Đá nhân tạo
Bê tông hay xi măng khi đông cứng có thể dùng để tạo tác và có thể thay thế một cách dễ dàng nhưng nó lại không bền lắm, hiên nó thường được dùng để xây dựng các tượng đài hay lót đường một cách vừa túi tiền và có thể dễ sửa chữa khi hư hại hơn các loại đá tự nhiên, vì có thể dễ dàng đúc nó ra hình dáng cơ bản trước khi tiến hành tạo tác.

## Đào tạo
Từ thời trung cổ thì việc đào tạo một thợ đá sẽ mất 7 năm và hiện tại vẫn như thế.
Với sự xuất hiện của các phương tiện hiện đại thì việc kết hợp các kinh nghiệm của riêng mình và các kinh nghiệm trên các website chuyên ngành nơi mà các mọi thợ đá cùng các bậc thầy về tạo tác đá chia sẻ kinh nghiệm của mình, từ việc xây dựng cho đến chạm khắc và các lý thuyết ứng dụng trong thực tế. Trong một số khu vực các trường học còn cung cấp các khóa học mà không chỉ dạy các kỹ năng hướng dẫn mà còn các lĩnh vực liên quan như xây dựng, bảo vệ môi trường và xây dựng thiết kế chi tiết. Các bài huấn luyện sử dụng các công cụ điện cũng được thực hiện.

## Công cụ

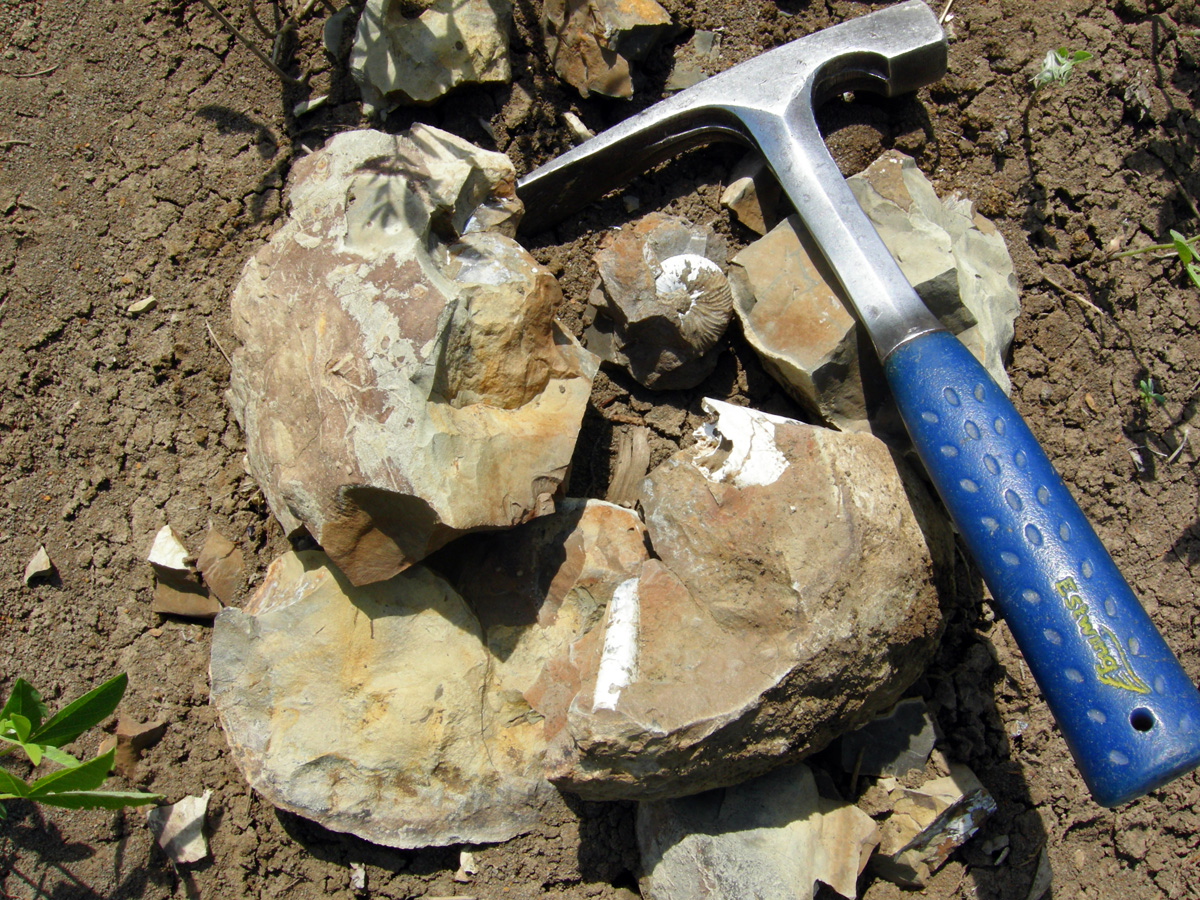
Búa điêu khắc đá.

Thợ điêu khắc đá thường dùng nhiều công cụ khác nhau để tạo tác các khối đá thô thành các tác phẩm khác nhau. Các công cụ cơ bản là búa và đục cùng với thước đo. Với các công cụ cơ bản này có thể tạo ra các khối đá vuông nền của các tác phẩm.
Đục có rất nhiều kích cỡ và hình dạng khác nhau tùy thuộc vào nhu cầu của công việc mà chúng tham gia. Đục được làm bằng nhiều vật liệu khác nhau dành cho việc thao tác với các loại đá khác nhau, việc lựa chọn vật liệu thích hợp rất quan trọng để tạo thành các tác phẩm hoàn hảo.
Ngày nay việc trộn vữa dễ dàng hơn với các máy trộn vữa giúp tiết kiệm thời gian và sức lực của người thợ.
Các mảnh đá vụn nhỏ có thể được dùng như vật đo độ phẳng của viên đá khi xếp lên nhau từ đó xác định chỗ nào còn lồi hay lõm để gia công lại, nếu hai mặt đá đủ nhẵn thì ngay mũi dao cũng không thể lọt vào khe hở của hai viên đá mà không cần vữa như các bức tường của các ngôi nhà của người Inca. Các mảnh vụn đá này cũng có thể dùng làm vữa để trám vào các phần hụt của tác phẩm. Để trám vào các chỗ hở nhỏ người thợ dùng nhiều công cụ khác nhau để trét vữa vào các chỗ hở tạo ra một bề mặt trơn láng hơn.
Ít nhất có một công cụ chuyên dụng tổng hợp các chức năng cần thiết mà người thợ cần như búa điêu khắc đá. Cây búa này có thể dùng thay cho một cái đục trong những hoàn cảnh nhất định, có cũng có thể dùng tạm như một cái cuốc và đòn bẩy để di chuyển khối đá lớn.
Thợ điêu khắc đá thường dùng móc đá và cần cẩu để đưa các khối đá vào đúng vị trí.
Ngày nay với công nghệ hiện đại các công cụ tự động sử dụng năng lượng như đục, mài, khoan... giúp tiết kiệm rất nhiều thời gian và công sức. Nhưng các bộ phận chính của chúng vẫn trông giống như các công cụ xưa cách đây hàng ngàn năm.